# Saint-Nazaire (Pirineos Orientales)
San Nazario del Rosellón (en catalán, Sant Nazari; en francés y oficialmente, Saint-Nazaire) es una comuna francesa, situada en el departamento de Pirineos Orientales, de la región de Occitania y comarca histórica del Rosellón. La localidad se encuentra a unos 10 km al este de Perpiñán, capital comarcal, separada de la playa por el estanque de San Nazario (en catalán, estany de Sant Nazari), que es la segunda laguna más grande del departamento tras la de Salses. 
San Nazario se encuentra en un área llana y llena de marismas conocida como «Plana del Rosellón». Junto con Canet, Salellas y San Cipriano de Rosellón forma la división político-administrativa número 3, de la Costa Sorrenca (nuevo agrupamiento de municipios fruto de la reestructuración cantonal hecha con motivo de las elecciones cantonales y departamentales de 2015).
Sus habitantes reciben el gentilicio de Nazairiens en francés o nazarienc, nazarienca en catalán [cita requerida].

## Historia
A mediados del siglo XII, el castillo de Solsa había pertenecido a los Cabestany; era señor Arnau de Cabestany, padre del trovador Guillermo de Cabestany, como feudatario de Gausfredo III, conde de Rosellón.
En 1230, parte del señorío de Bompás, Cabestany y Sant Nazari fue adquirido por la orden de San Juan de Jerusalén, mediante una permuta con los templarios del Masdéu, con lo que entraron a formar parte de la commanderie de Bajoles.
Posteriormente pasó a dominio real, y en 1242 Guillem Aldabert, mercader de Perpiñán, lo compraba para venderlo a la Orden del Hospital en 1268. En ese momento ya poseía algunos derechos Guillem de Canet.
En 1254 las posesiones de la orden en el Rosellón incluían el castrum et ville de Bajoles, Cabestany y Bompás, y en 1296 también lo fue San Nazario. Cuando en 1322 el rey Sancho de Mallorca creó el vizcondado de Canet, como premio a la fidelidad de su vasallo Guillermo de Canet, incluyó San Nazario de Solsa dentro de su jurisdicción, aunque la señoría del término permaneció en manos de los hospitalarios. En un texto de 1583 queda registrado como «Sancto Nazario de Solsa». En 1659, al final de la Guerra de los Treinta Años, se firma el Tratado de los Pirineos, y el Imperio Español cede varios territorios al Reino de Francia, entre los cuales el Rosellón. 
La visita prioral que en el año 1661 hizo el comendador de Bajoles, es especialmente interesante para conocer esta villa hospitalera situada junto al estanque que actualmente lleva su nombre. Por aquel entonces era un pueblecito de diez casas, rectoría incluida, regido por dos cónsules vasallos del comendador. Curiosamente, este pueblo conservaba las cruces de término que señalaban desde la Edad Media un territorio protegido por la Orden. Eran cuatro cruces de piedra que llevaban esculpida la cruz de San Juan al lado que miraba al pueblo y el escudo de los Pinós (unas piñas), vizcondes de Canet, al otro. Es interesante para la historia de la villa la mención de dos islas, hechas manualmente, dentro del estanque de Canet y de la aguja de Aleñá que iba de San Nazario a la masía de Don Francisco de Sagarriga. Una de las islas era mayor y tenía en su interior una barra de hierro con los mismos escudos de las cruces de término; la pequeña, llamada isla de Perico, dividía el estanque entre Canet y Sant Nazario. La visita habla también de los cepos que tenían para aplicar la justicia y de dos ladrones franceses que en 1640 fueron castigados a cien azotes ya ser marcados con la cruz de San Juan por haber robado dos carneros.
Como en los otros lugares de la preceptoría de Bajoles, el comendador tuvo la señoría sobre San Nazario desde el siglo XIV hasta el fin del Antiguo Régimen.
El desaparecido lugar de Sant Miquel de Forques, por otra parte, mencionado desde 982, perteneció al monasterio ampurdanés de San Pedro de Roda. Desde el siglo  xv su iglesia era sufragania de Sant Jaume de Canet. En 1369 una parte de los derechos sobre este sitio también fueron transferidos al vizcondado de Canet.
El municipio se unió con Canet de Rosellón en 1971, pero volvió a separarse después de un referéndum en 1983.

## Demografía
| 662 | 706 | 771 | 1 189 | 2 048 | 2 380 | 2 319 | 2 516 | 2 577 |
| Para los censos de 1962 a 1999 la población legal corresponde a la población sin duplicidades (Fuente: INSEE [Consultar]) |     |     |       |       |       |       |       |       |